# Ile Djébalé
Ile Djébalé är en ö i Kamerun.   Den ligger i regionen Kustregionen, i den sydvästra delen av landet, 200 km väster om huvudstaden Yaoundé.

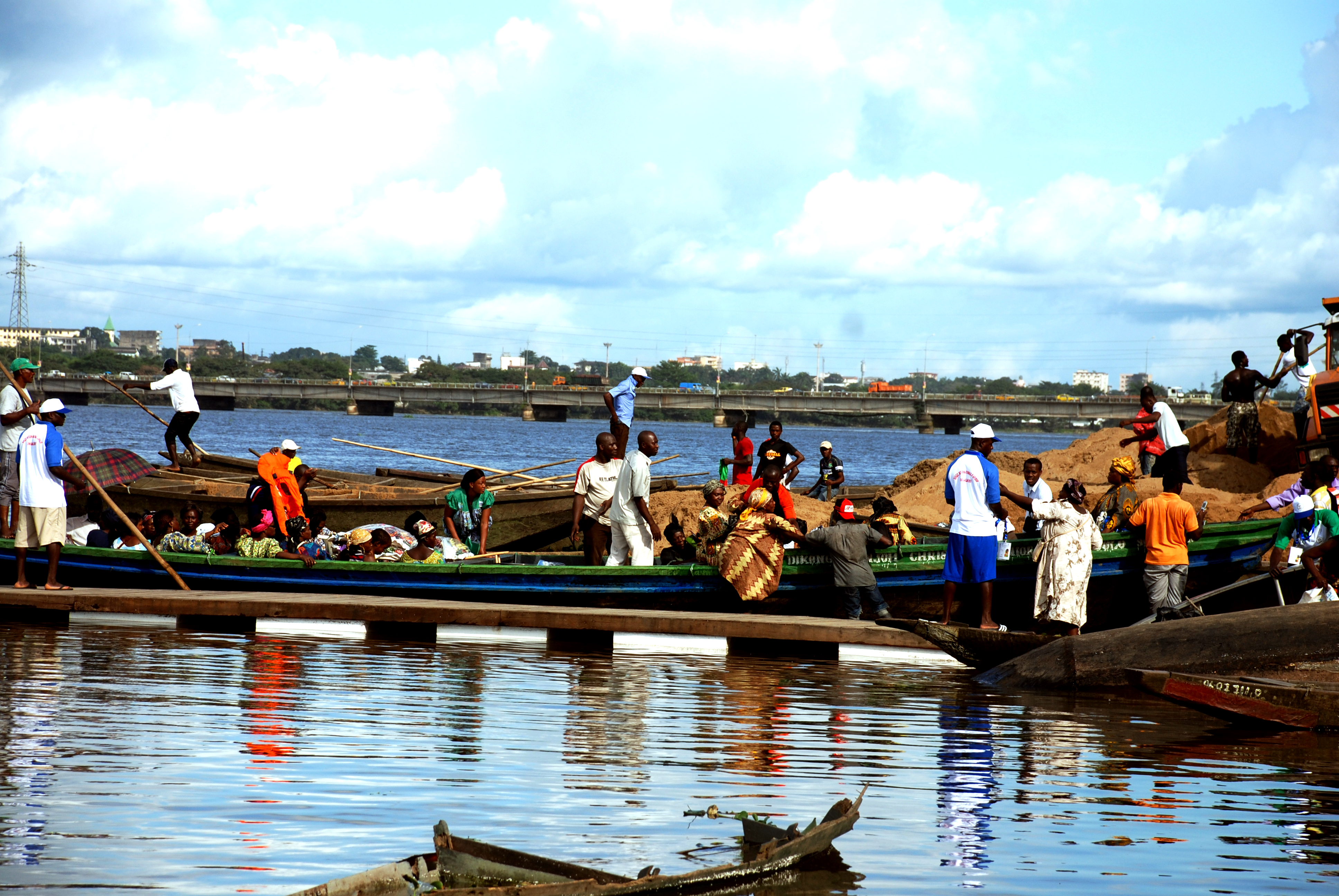
Båtkorsning